# Aenictus ambiguus
Aenictus ambiguus é uma espécie de formiga do gênero Aenictus.